# Três Cartas da Memória das Índias
Três Cartas da Memória das Índias é um livro do escritor português Al Berto, publicado em 1985, pela Contexto.